# Whistling Dick's Christmas Stocking
Whistling Dick's Christmas Stocking è un cortometraggio muto del 1917 diretto da George Ridgwell.

## Trama
Trama di Moving Picture World synopsis in (EN)  su IMDb

## Produzione
Il film fu prodotto dalla Vitagraph Company of America (come Broadway Star Features).

## Distribuzione
Distribuito dalla General Film Company, il film - un cortometraggio in due bobine - uscì nelle sale cinematografiche statunitensi nel dicembre 1917.